# Merzdorf (Elbe-Elster)
Merzdorf település Németországban, azon belül Brandenburgban. Lakosainak száma 819 fő (2023. december 31.).

## Népesség
A település népességének változása:
| Lakosok száma | 863  | 817  | 832  | 800  | 801  | 819  |
|               | 2014 | 2017 | 2019 | 2021 | 2022 | 2023 |